# Ladigesocypris ghigii
Ladigesocypris ghigii és una espècie de peix cipriniforme de la família dels ciprínids.

## Morfologia
- Els mascles poden assolir 6,5 cm de longitud total.[5][6]

## Alimentació
Menja invertebrats i plantes.

## Hàbitat
És un peix d'aigua dolça i de clima temperat (5 °C-30 °C).

## Distribució geogràfica
Es troba a  Rodes (Grècia) i el sud-oest d'Anatòlia (Turquia).

## Estat de conservació
Es troba amenaçat d'extinció a causa de l'extracció d'aigua.